# نورالی‌کند
نورالی‌کند (به لاتین: Nuraly-Kend) یک منطقه مسکونی در جمهوری آذربایجان است که در شهرستان صابرآباد واقع شده است.